# May December
May December är en amerikansk psykologisk svart dramakomedifilm från 2023. Filmen är regisserad av Todd Haynes efter ett manus skrivet av Samy Burch och Alex Mechanik. I huvudrollerna ses Natalie Portman och Julianne Moore.
Filmen hade biopremiär i Sverige den 8 mars 2024, utgiven av Scanbox Entertainment.

## Handling
Filmen kretsar kring Gracie Atherton-Yoo och Joe Yoo som tjugo år efter att deras romans fyllde skvallersidorna nu är ett gift par. När en skådespelerska kommer för att göra research för en film om deras förflutna blir de hårt pressade.

## Rollista (i urval)
- Natalie Portman – Elizabeth Berry
- Julianne Moore – Gracie Atherton-Yoo
- Charles Melton – Joe Yoo
- D.W. Moffett – Tom Atherton
- Piper Curda – Honor Atherton-Yoo
- Elizabeth Yu – Mary Atherton-Yoo
- Gabriel Chung – Charlie Atherton-Yoo
- Cory Michael Smith – Georgie
- Lawrence Arancio – Morris Sperber